# Siegen
Siegen (in de Duitse deelstaat Noordrijn-Westfalen) is een stad in het zuidelijke puntje van Westfalen. Het is de Kreisstadt van de Kreis Siegen-Wittgenstein. De gemeente telt 101.943 inwoners (31 december 2020) op een oppervlakte van 114,67 km². Het plaatselijk dialect is het Siegerländisch.
Siegen heeft de min of meer officiële bijnamen Rubensstadt, vanwege Pieter Paul Rubens, die er werd geboren, en Krönchenstadt, naar het in 1652 in opdracht van graaf Johan Maurits van Nassau-Siegen geplaatste kroontje, dat de spits van de kerktoren siert. Daarnaast noemt de stad zich sinds 2012 een universiteitsstad, naar de instelling die in 1972 was opgericht als een Gesamthochschule. 

## Geschiedenis
De streek rondom het huidige Siegen werd tussen de 5e en 1e eeuw voor de jaartelling reeds intensief bewoond door dragers van de La-Tènecultuur, wellicht Kelten. Dezen dolven er ijzererts.
In 1303 kreeg Siegen, dat toen de facto reeds meer dan een eeuw een stad was,  stadsrechten naar het model van Soest (Duitsland) (Soester Stadtrecht).
Zie ook: Nassau-Siegen.
Op 16 december 1944, tijdens de Tweede Wereldoorlog, werd Siegen door een geallieerd luchtbombardement voor 80% verwoest. Daarbij vielen honderden doden, zowel Duitse inwoners van de stad als daar gedwongen verblijvende dwangarbeiders uit o.a. Polen en de Sovjet-Unie. 
Op 6 april 1945 begon de geallieerde verovering van Siegen, die pas na twee dagen zware strijd was voltooid.

## Stadsindeling
Siegen bestaat uit 6 stadsdistricten, te weten Weidenau,  Geisweid, Siegen-Mitte, Siegen-West, Siegen-Ost en Siegen-Süd.
In ieder stadsdistrict liggen stadswijken, of tot de gemeente behorende dorpen, die voorheen zelfstandige gemeentes zijn geweest.

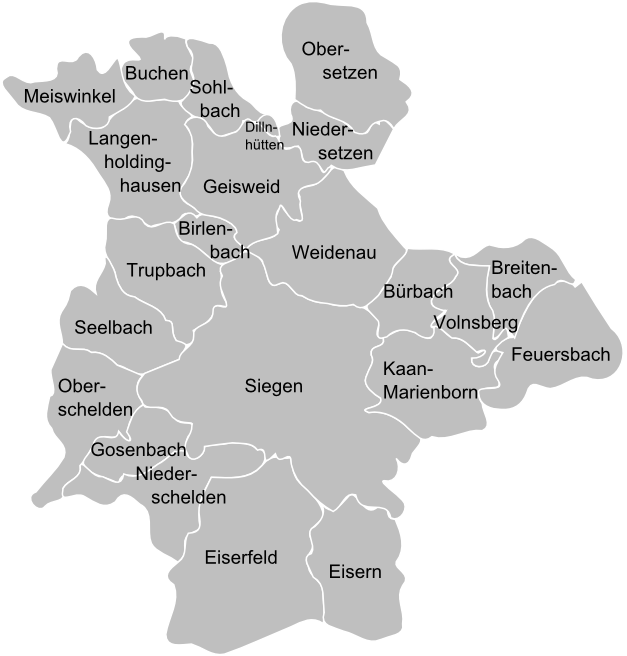
De stadsdelen van Siegen

## Economie
De stad is een regionaal bestuurs- en rechtspraakcentrum, waardoor er veel werkgelegenheid in de dienstensector is.
Siegen is ook de voornaamste winkelstad in de wijde omgeving. De meeste bezoekers van buitenaf komen naar de stad om er te winkelen of in een van de zeer talrijke horecagelegenheden te verblijven.
De stad heeft nog wel industrie binnen haar grenzen, vooral in de metaalsector, doch deze is overwegend van slechts regionaal belang. Land- en bosbouw zijn van vrijwel geen betekenis.

## Cultuur

### Bezienswaardigheden
- Kerkgebouwen:
  - De St. Nicolaaskerk (Nicolaikirche) uit de 13e eeuw met 15e-eeuwse toren
  - De gotische Martinikerk bij het Untere Schloss, in de 16e eeuw op een reeds voor het jaar 1000 bestaande, verloren gegane, eerdere kerk gebouwd
  - De Christuskerk in de stadswijk Giersberg is een markant voorbeeld van de architectuurstroming brutalisme. De grote, schuine betonnen platen, die als kerktoren fungeren, worden in de volksmond Seelen-Abschussrampe (Zielen-lanceerplatform) genoemd.
- Twee kastelen (Unteres en Oberes Schloss) van de graven van Nassau-Siegen.
  - In het Obere Schloss is het Siegerlandmuseum gevestigd, een kunstmuseum met in zijn collectie o.a. enige werken van de te Siegen geboren meester Pieter Paul Rubens
  - Het Untere Schloss, met zijn markante dikke toren (Dicker Turm), was tot 2011 o.a. een gevangenis. Het is in gebruik bij de lokale universiteit. Incidenteel organiseert de universiteit in alsmede op het plein voor het kasteel, manifestaties, festivals e.d..
- Het Aktive Museum Südwestfalen, een historisch museum, vooral gericht op voorlichting over de in de  nazi-tijd en de Tweede Wereldoorlog gepleegde oorlogsmisdaden en over de daardoor getroffen bevolkingsgroepen; gevestigd in een voormalige, in 1941 gebouwde schuilkelder
- Spoorwegmuseum met 10 historische locomotieven en een foto-expositie over de Deutsche Bundesbahn
- In stadsdeel Eiserfeld bevindt zich de Reinhold Forster Erbstollen, een museaal ingerichte voormalige ijzerertsmijn.
- Het museum voor moderne kunst van de stad is ten dele gewijd aan het oeuvre van Bernd en Hilla Becher.
- In 2007 voltooid Apollo-Theater (schouwburg), ook in gebruik als concertzaal voor klassieke muziek

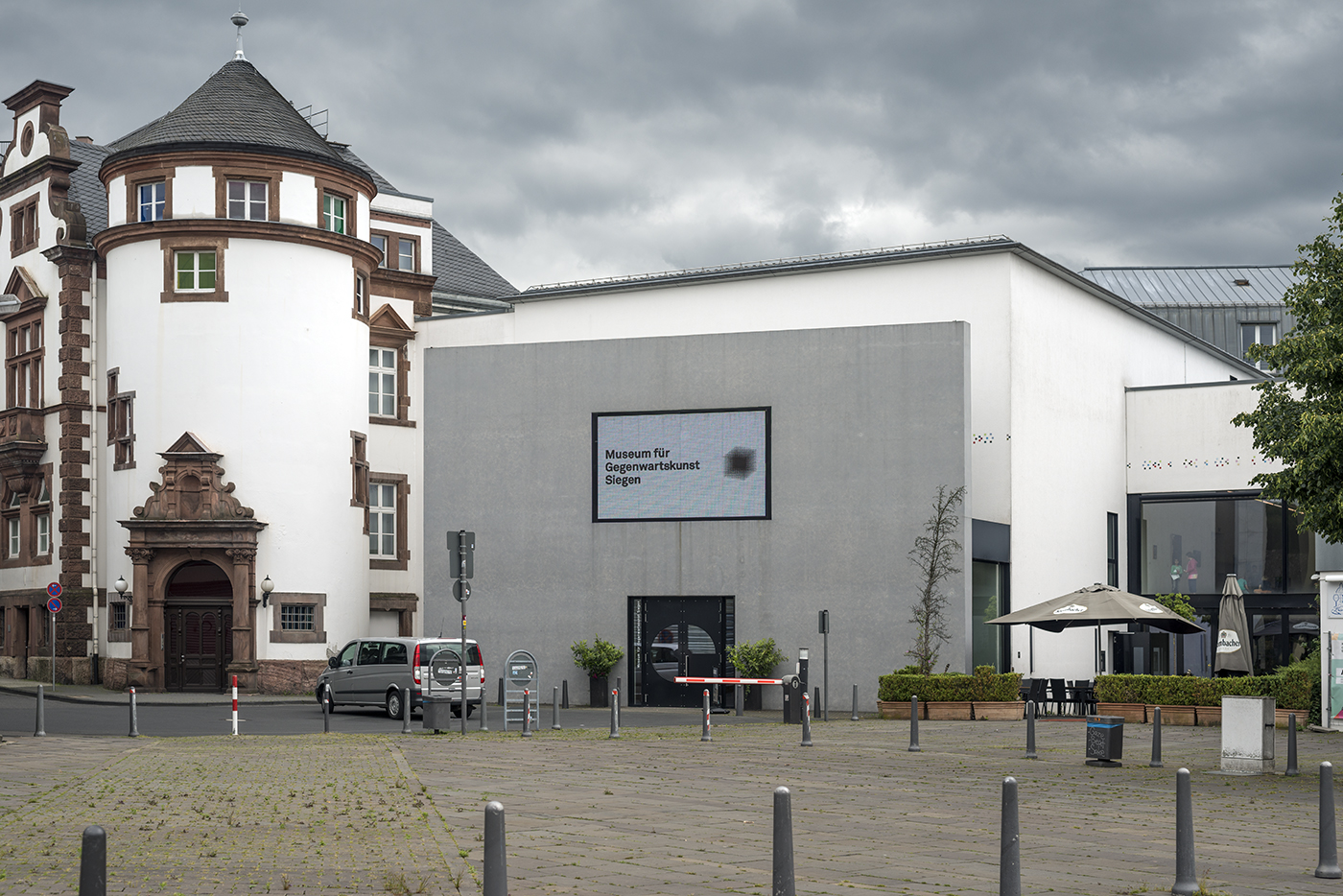
Museum voor moderne kunst
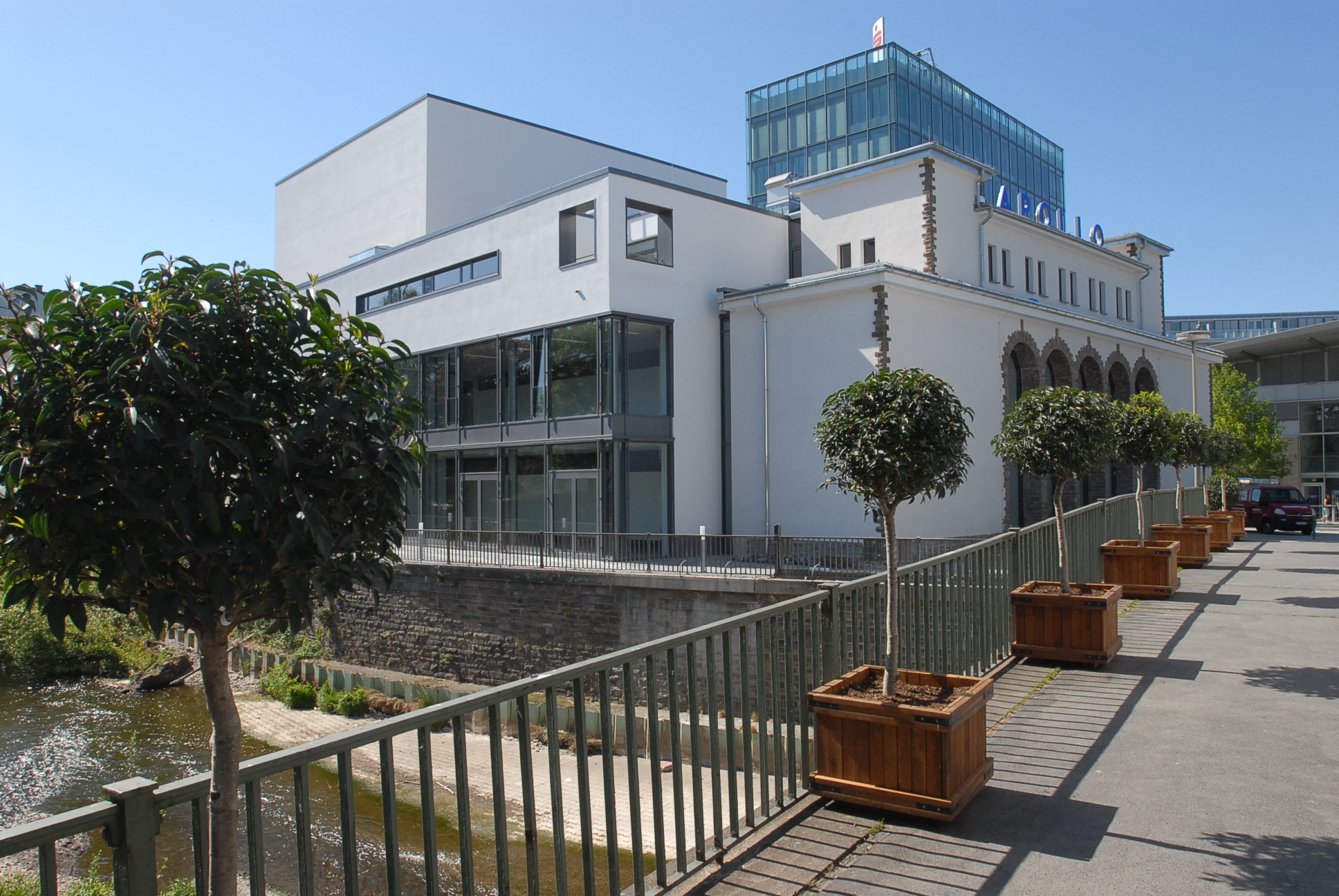
Apollo-Theater
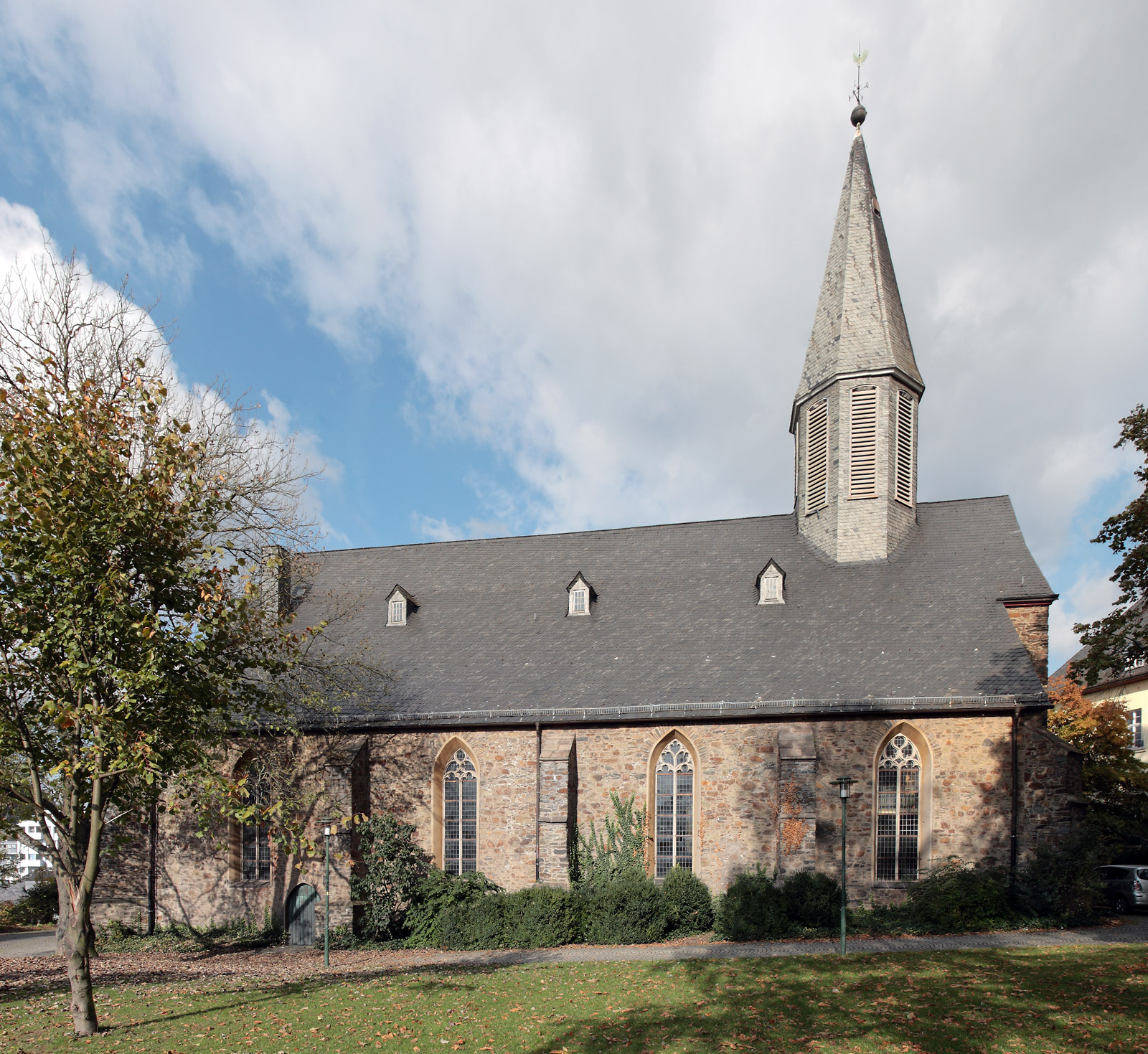
Martinikerk
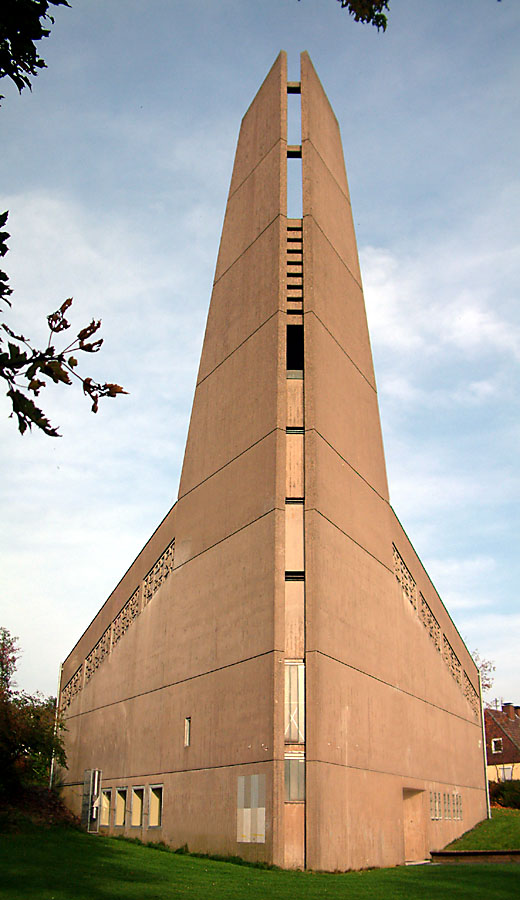
Christuskerk Giersberg

### Rubensprijs
Omstreeks eenmaal in de vijf jaar wordt in de stad aan prominente schilders en andere beeldend kunstenaars van internationaal niveau een prestigieuze, met € 5.200 gedoteerde onderscheiding, de Rubens-Preis toegekend.
Winnaars van deze prijs waren onder andere:
- Hans Hartung (1957; de eerste winnaar van deze prijs)
- Giorgio Morandi (1962)
- Francis Bacon (1967)
- Antoni Tàpies (1972)
- Fritz Winter (1977)
- Emil Schumacher (1982)
- Cy Twombly (1987)
- Rupprecht Geiger (1992)
- Lucian Freud (1997)
- Sigmar Polke (2007)
- Bridget Riley (2012)
- Niele  Toroni (Zwitserland; 2017)
- Miriam Cahn (Zwitserland; 2022)

## Belgische strijdkrachten
Van 1945 tot 2002 was er een grote aanwezigheid van Belgische militairen in Siegen in het kader van de Belgische strijdkrachten in Duitsland (BSD). Het hoofdkwartier van de 1e Pantserinfanteriebrigade (uit de 1e Divisie) was gelegen op de Heidenberg met de kwartieren Normandie, Bremer en Bricart.
Onder andere het Zesde Regiment Lansiers, het Tweede Bataljon Artillerie en het Eerste Regiment Gidsen waren opeenvolgend gevestigd in het Kwartier Pepinster op de Wellersberg in Siegen.
Aan de voet van de Heidenberg was een kleinere kazerne: Kwartier Gilbert. 
In het Kwartier Gilbert naast de spoorweg, waren de 1 Cie Ordnance (vanaf 1971 bij de vorming van de logistiek, tot 1 Cie Materieel herdoopt) en de 1 Cie Rav Tpt gevestigd; deze twee eenheden hadden als taak de strijdende eenheden van de Brigade logistiek te steunen.
1 Cie Ord was tot in 1957 in feite slechts een detachement in Siegen van het 1e Bataljon Logistiek in Werdohl. Toen dat Bataljon in 1957 werd afgeschaft werd het detachement in Siegen een volwaardige- en tevens onafhankelijke Compagnie.
Voor de 1 Cie Mat bestond die steun voornamelijk uit:
- Leveren van wisselstukken voor al het materieel van al de andere eenheden van de 1 Ps Inf Bde.
- Herstellingen in 3de echelon van al het materieel van al de andere eenheden van de 1 Ps Inf Bde. Voornamelijk grote herstellingen (vervangen motor, versnellingsbak, voor- of achterbrug, enz) van wiel- en rupsvoertuigen, lichte- en zware wapens, optische- en optronische instrumenten, radioapparatuur, enz.
- Dag en nacht depannage verzekeren voor alle militaire voertuigen die in de sector rond Siegen defect raakten; inclusief tanktransport.

Voor de 1 Cie Rav Tpt bestond die steun voornamelijk uit:
- Allerlei transport.
- Leveren van voedingsmiddelen aan al de andere eenheden.
- Leveren van POL-producten (Petrol, Oil & Lubrification) aan al de andere eenheden van de 1 Ps Inf Bde.

Half de jaren zeventig verliet de 1e Pantserinfanteriebrigade Siegen en keerden de meeste van haar eenheden, waaronder 1 Cie Mat en 1 Cie Rav Tpt, terug naar België (Leopoldsburg).
De tweetalige 17 Pantserbrigade (uit de 16e Divisie) kwam vanuit Düren naar Siegen om er de 1 Pantserinfanteriebrigade op te volgen.
De Franstalige 17 Cie Mat en 17 Cie Rav Tpt namen in Kwartier Gilbert de taken over van de Nederlandstalige 1 Cie Mat en 1 Cie Rav Tpt.
In 1992 verhuisde de 17e Pantserbrigade naar Spich-Altenrath en vormde aldaar de 17e Gemechaniseerde Brigade.
In 2002 verlieten de laatste Belgische eenheden vanuit Spich de BSD (zone van de Belgische Strijdkrachten in Duitsland).

## Infrastructuur

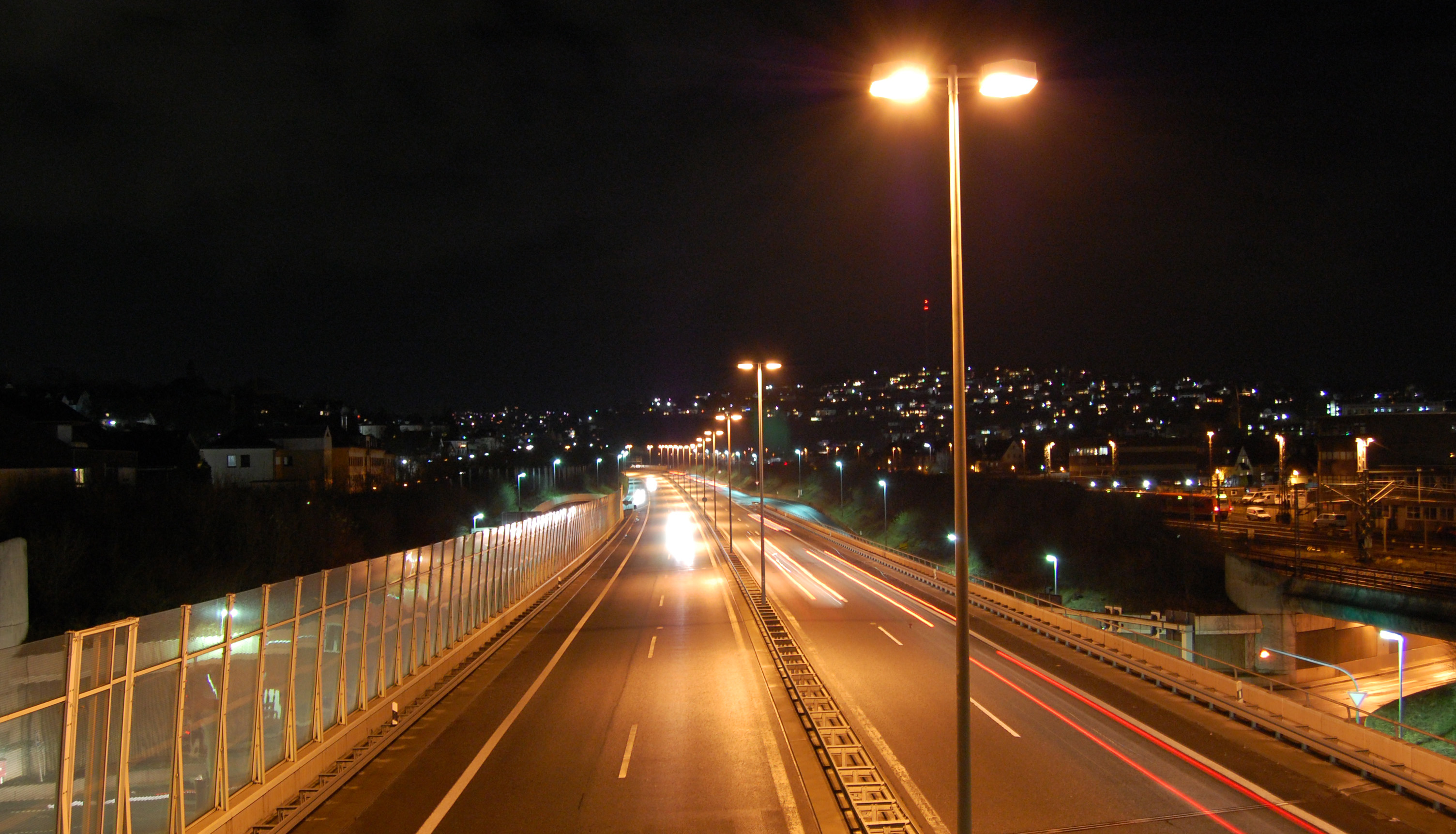
De Hüttentalstraße

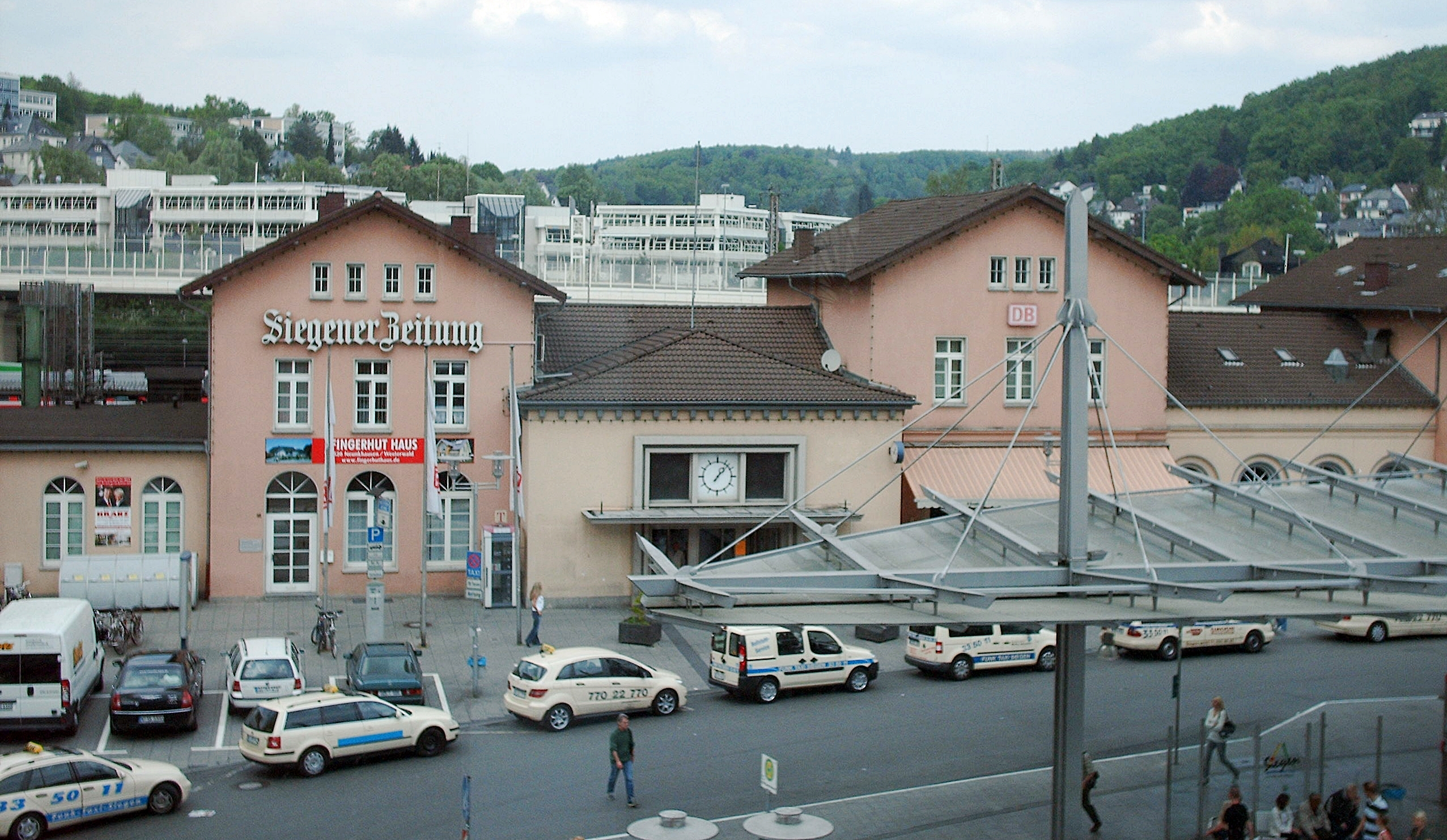
Station Siegen

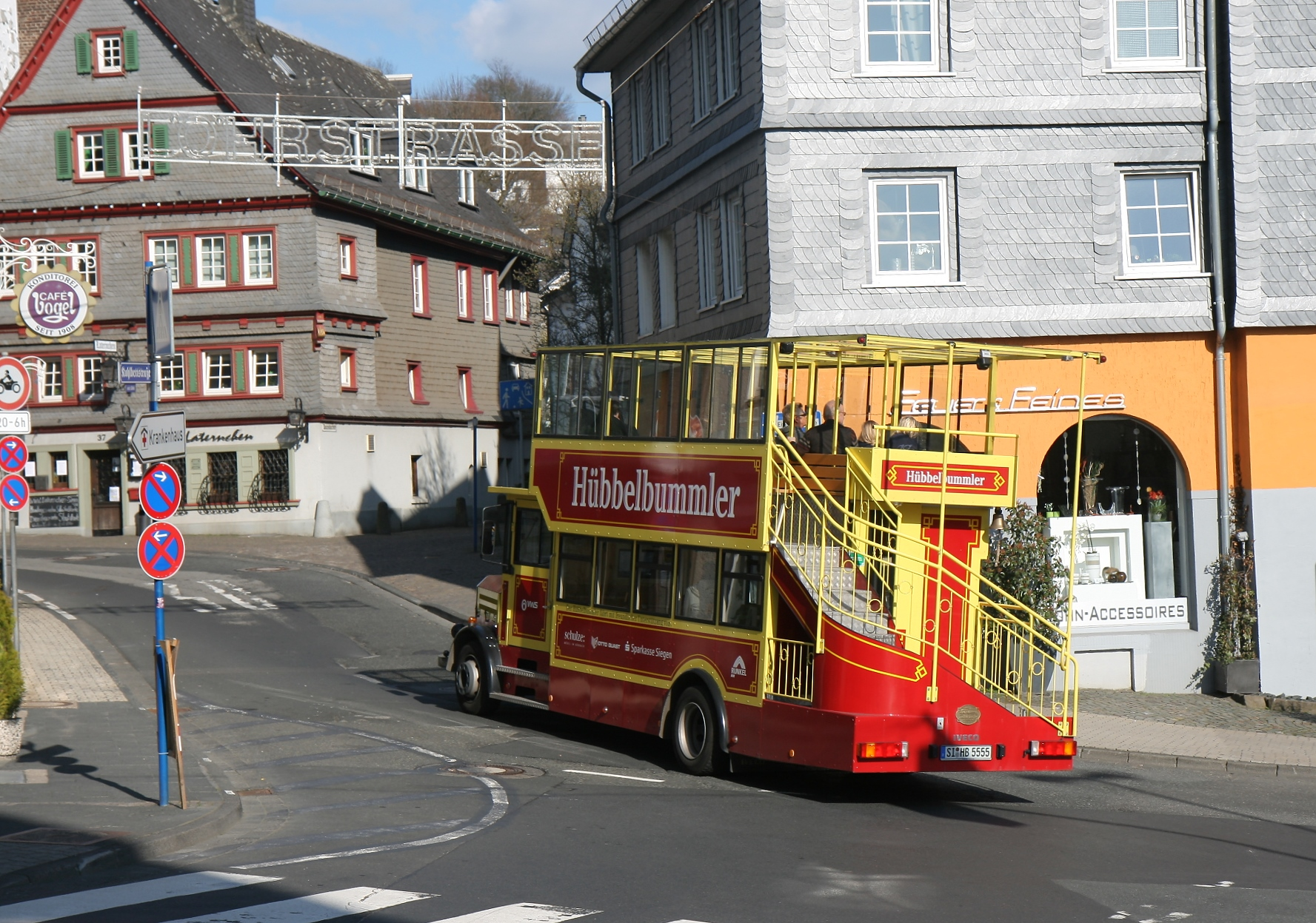
Hübbelbummler (Hobbelboemelaar), historische stadsbus

### Wegverkeer
Siegen ligt nabij de Autobahn A45, afrit nr. 21, en aan de Bundesstraßen 54 en 62. Deze laatste kronkelt langs de oever van de rivier de Sieg westwaarts.
De B 54 heeft, vanaf de stad 12 kilometer noordwaarts lopende, tot aan Kreuztal en Krombach veel gelijkenis met een Autobahn; deze Stadtautobahn, Hüttentalstraße geheten, met voornamelijk ongelijkvloerse kruisingen, komt bij Krombach uit op de Autobahn A4 (enkele km ten oosten van het knooppunt Kreuz Olpe-Süd).

### Openbaar vervoer
Station Siegen wordt o.a. door de Deutsche Bahn bediend. In en om de stad rijden talrijke stads- en streekbusdiensten, waaronder een nachtbus, een snelbus van het station naar de universiteit v.v., en de centrum-buslijn met de historische "hobbelboemelaar".

### Waterwegen
De rivier de Sieg, die door de gemeente loopt,  is ter plaatse niet voor vrachtschepen bevaarbaar.

## Onderwijs
Siegen is een universiteitsstad. Bijna 20.000 studenten studeren aan de Universiteit Siegen.  Daarnaast is er nog een hogeschool voor economie- en managementopleidingen, alsmede tal van middelbare scholen.

## Stedenbanden
Siegen heeft stedenbanden met:
- Ieper (België), sinds 1967
- Katwijk (Nederland), sinds 1963 zusterstad van Rijnsburg. De stedenband is na de gemeentelijke herindeling in 2006 van de gemeente Rijnsburg op de gemeente Katwijk overgegaan.[2]
- Leeds (Verenigd Koninkrijk), sinds 1966
- Plauen (Duitsland), sinds 1990
- Spandau (Duitsland), sinds 1952
- Zakopane (Polen), sinds 1989

## Bekende inwoners van Siegen

### Geboren
- Hendrik III van Nassau-Breda (1483-1538), graaf van Vianden, baron van Breda, stadhouder van Holland en Zeeland
- Adolf van Nassau-Siegen (1540-1568), graaf van Nassau-Siegen
- Willem Lodewijk van Nassau-Dillenburg (1560-1620), graaf van Nassau-Dillenburg, stadhouder van Friesland, Groningen en Drenthe
- Johan VII van Nassau-Siegen (1561-1623), graaf van Nassau-Siegen, militair theoreticus
- Peter Paul Rubens (1577-1640), Vlaams kunstschilder, tekenaar en diplomaat
- Johan Ernst van Nassau-Siegen (1582-1617), kolonel in het Staatse leger, generaal van de Republiek Venetië
- Hendrik van Nassau-Siegen (1611-1652), officier en diplomaat in Staatse dienst, gouverneur van Hulst
- Christiaan van Nassau-Siegen (1616-1644), kolonel van de kurassiers in keizerlijke dienst
- Johan Ernst van Nassau-Siegen (1618-1639), zeeofficier bij de West-Indische Compagnie
- Frederik Willem Adolf van Nassau-Siegen (1680-1722), vorst van Nassau-Siegen
- Frederik Willem II van Nassau-Siegen (1706-1734), vorst van Nassau-Siegen
- Fritz Busch (1890-1951), dirigent
- Paul Giesler (1895-1945), politicus
- Bernd Becher (1931-2007), fotograaf
- Joachim Frank (1940), Duits-Amerikaans biofysicus en Nobelprijswinnaar (2017)
- Karin Tietze-Ludwig (1941), presentatrice en tv-omroepster (Lottofee)
- Rolf Stommelen (1943-1983), autocoureur
- Reinhard Goebel (1952), dirigent en violist
- Lara Hoffmann (1991), atlete
- Johanna Stockschläder (1995), handbalster
- Luca Waldschmidt (1996), voetballer
- Marco Rente (1997), voetballer

### Overleden
- Johan VII van Nassau-Siegen (1561-1623), graaf van Nassau-Siegen, militair theoreticus
- Margaretha van Sleeswijk-Holstein-Sonderburg (1583-1658), echtgenote van Johan VII van Nassau-Siegen
- Willem Maurits van Nassau-Siegen (1649-1691), vorst van Nassau-Siegen
- Elisabeth Juliana Francisca van Hessen-Homburg (1681-1707), 1e echtgenote van Frederik Willem Adolf van Nassau-Siegen
- Maria Magdalena van Limburg-Stirum (1632-1707), echtgenote van Hendrik van Nassau-Siegen
- Frederik Willem Adolf van Nassau-Siegen (1680-1722), vorst van Nassau-Siegen
- Ernestine Charlotte van Nassau-Schaumburg (1662-1732), echtgenote van Willem Maurits van Nassau-Siegen
- Frederik Willem II van Nassau-Siegen (1706-1734), vorst van Nassau-Siegen
- Frans Hugo van Nassau-Siegen (1678-1735), regent van Nassau-Siegen
- Amalia Louise van Koerland (1687-1750), 2e echtgenote van Frederik Willem Adolf van Nassau-Siegen
- Sophia Polyxena Concordia van Sayn-Wittgenstein-Hohenstein (1709-1781), echtgenote van Frederik Willem II van Nassau-Siegen

## Galerij

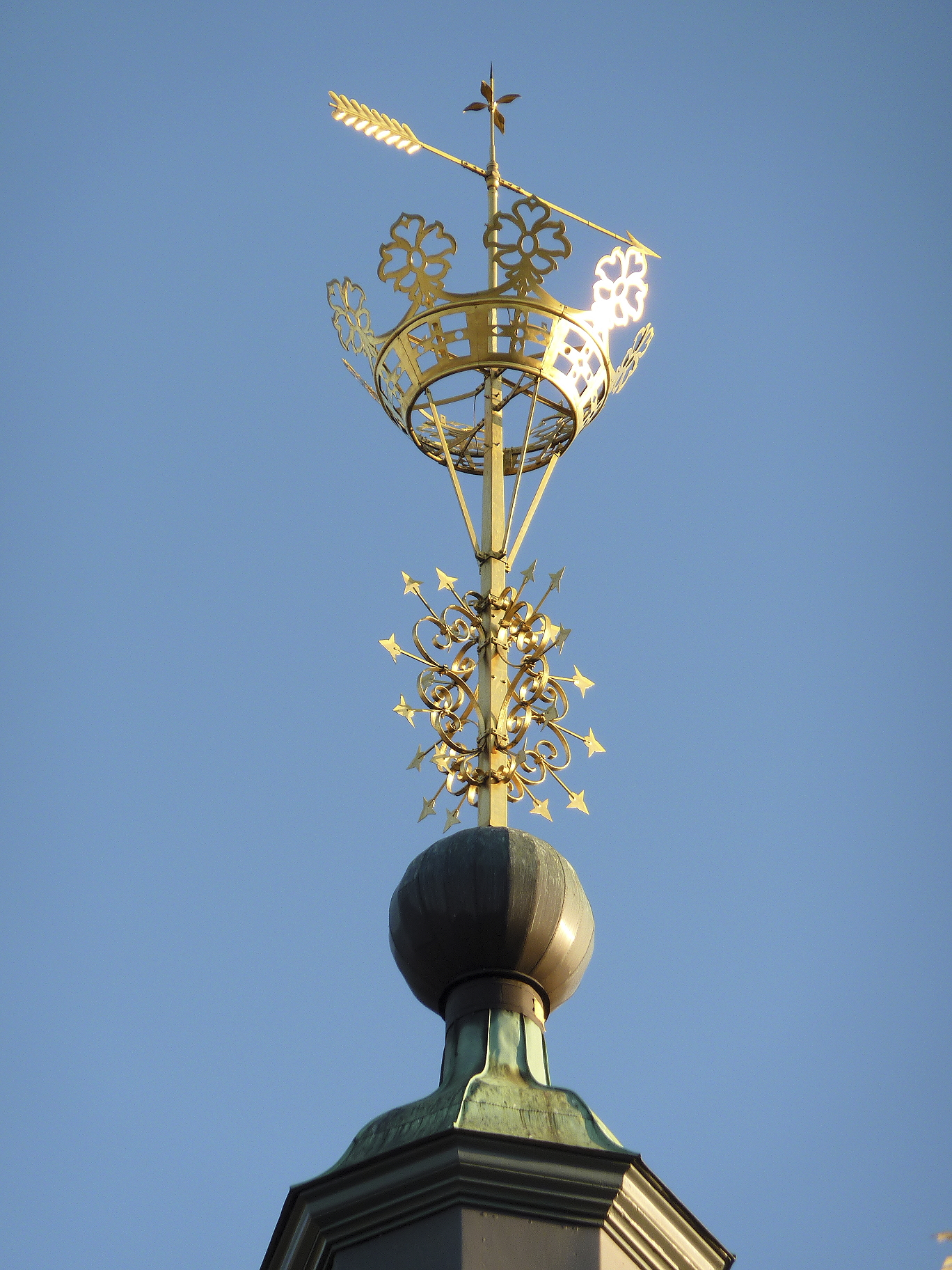
Het kroontje op de St. Nicolaaskerk
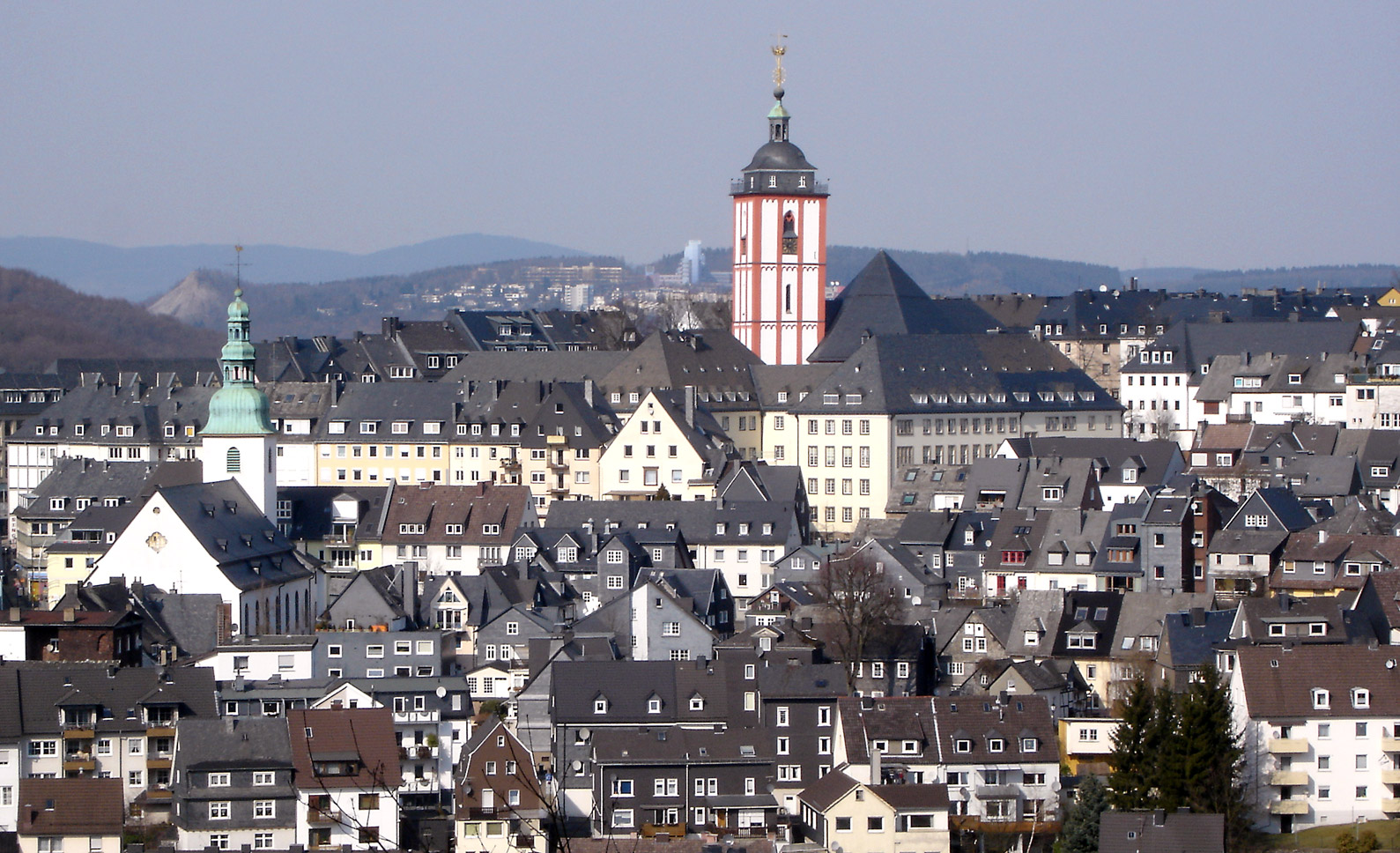
Oberstadt
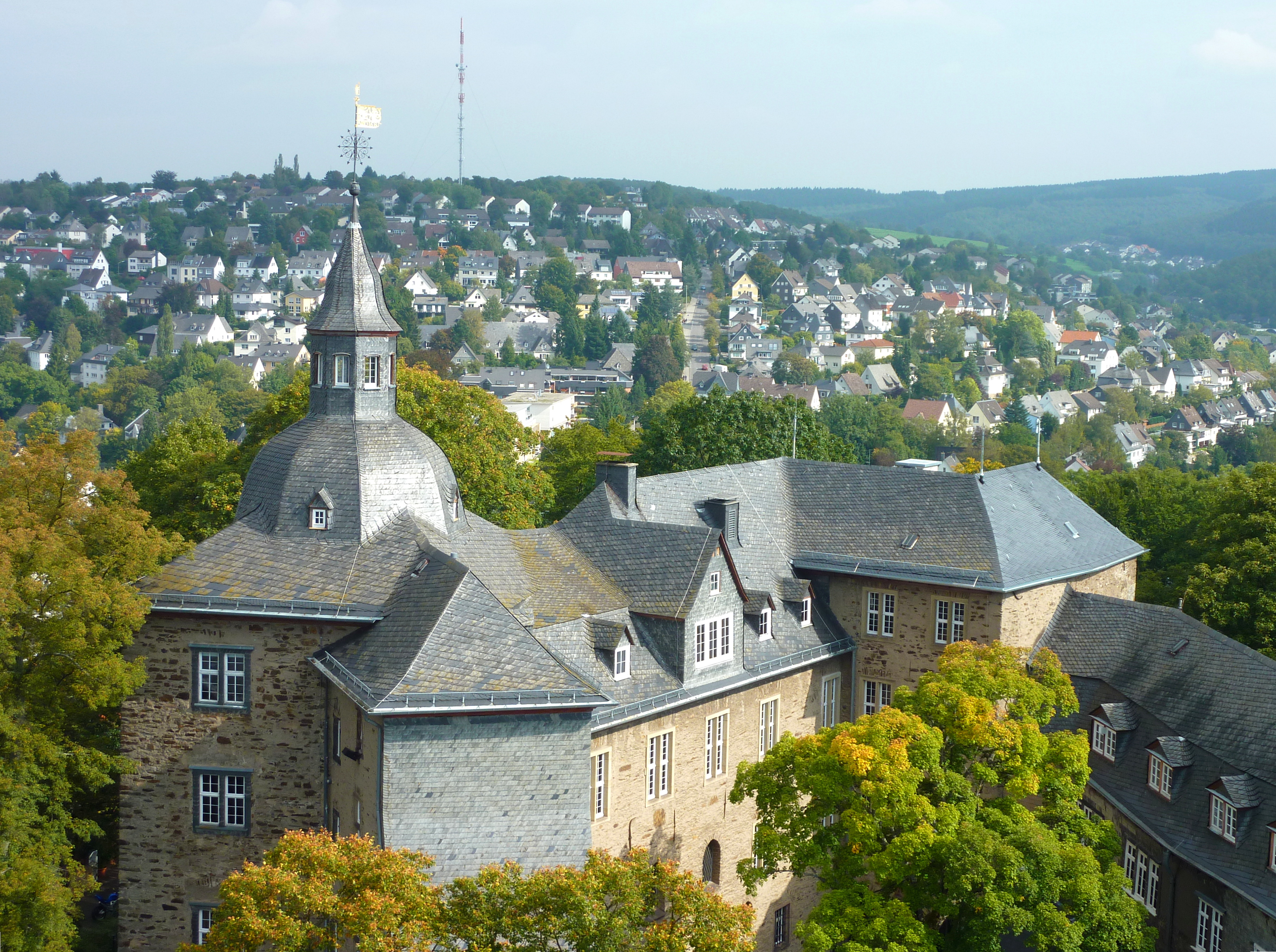
Oberes Schloss